# Lemieux (Québec)
Pour les articles homonymes, voir Lemieux.
Lemieux est une municipalité du Québec située dans la municipalité régionale de comté de Bécancour et la région administrative du Centre-du-Québec. 

## Toponymie
Lors de sa création officielle en 1922, on a retenu le nom du bureau de poste depuis 1906, attribué en l'honneur de Rodolphe Lemieux.

## Géographie
Elle est traversée par la route 263.
À partir du lac Soulard, dans le sud-est de la municipalité, la rivière Gentilly coule vers l'ouest.
À partir de son crénon, dans le sud, la rivière Sauvage coule vers le sud-ouest.

## Démographie
| 1996 | 2001 | 2006 | 2011 | 2016 | 2021 |
| ---- | ---- | ---- | ---- | ---- | ---- |
| 347  | 341  | 323  | 304  | 301  | 292  |

## Administration
Les élections municipales se font en bloc pour le maire et les six conseillers.
| Lemieux Maires depuis 2001                                                                                           |                    |         |          |
| Élection | Maire              | Qualité | Résultat |
| 2001 | Jean-Louis Bélisle |         | Voir     |
| 2005 | Jean-Louis Bélisle | Voir    |          |
| 2009 | Jean-Louis Bélisle | Voir    |          |
| 2013 | Jean-Louis Bélisle | Voir    |          |
| 2017 | Jean-Louis Bélisle | Voir    |          |
| 2021 | Jean-Louis Bélisle | Voir    |          |
| Élection partielle en italique Depuis 2005, les élections sont simultanées dans toutes les municipalités québécoises |                    |         |          |